# Gare d'Eppegem
La gare d'Eppegem, est une gare ferroviaire belge des lignes 25 de Bruxelles-Nord à Anvers (Y Luchtbal) et 27 de Bruxelles-Nord à Anvers-Central, située au Sud-Est du centre-ville d'Eppegem, sur l'autre rive de la Senne, section de la commune de Zemst dans la Province du Brabant flamand.
Elle est mise en service en 1865 par les Chemins de fer de l'État belge.
C'est une halte voyageurs de la Société nationale des chemins de fer belges (SNCB) desservie depuis 2015 par des trains Suburbains (S).

## Situation ferroviaire
La gare d'Eppegem est située au point kilométrique (PK) 15,90 de la ligne 25 de Bruxelles-Nord à Anvers (Y Luchtbal), entre les gares de Vilvorde et de Weerde.
Elle est également située au PK 15,90 de la ligne 27 de Schaerbeek à Anvers-Central, entre les mêmes gares de Vilvorde et de Weerde. Cette ligne parallèle à la ligne 25, est majoritairement utilisée pour des circulations de trains de marchandises.

## Histoire
La station d'Eppegem est mise en service le 1er mars 1865 par les Chemins de fer de l'État belge sur la ligne 25, de Bruxelles à Anvers, inaugurée de 1835 à 1836. Établie au passage à niveau faisant face au pont sur la Senne, sa desserte initiale est de cinq trains pour Malines et six pour Bruxelles.

### Le premier bâtiment
Ce bâtiment provisoire, qui fait l'objet d'un agrandissement en 1868, sera démonté et reconstruit en gare de Schaerbeek en 1882.

### Le second bâtiment
Le 14 avril 1880, la construction d'un nouveau bâtiment est adjugée publiquement dans la salle d'attente de première classe de la gare de Bruxelles-Nord, en même temps que les 8 autres bâtiments de ce plan type, dont Weerde et Wavre-Sainte-Catherine pour un montant initial de 24 923,65 francs. Construit en 1881, il est complété par un abri lequel a été réalisé en 1880.
Il s'agit d’un bâtiment correspondant aux directives de 1880 qui instaure un modèle standard pour les gares secondaires mais laissait les différents groupes régionaux mettre au point l’aspect esthétique et l’agencement de ces gares.
Le groupe de Bruxelles-Nord réalisa neuf gares identiques qui comptaient un corps central de trois travées avec un toit sous bâtière à angle aigu très marqué encadré par une longue aile de six travées à toiture à croupe servant de salle d’attente et, de l’autre côté, par une aile de service, plus courte, de deux travées sous bâtière. Construites en brique, elles possédaient initialement des charpentes décoratives aux pignons et toutes les travées sont surmontées d’arcs bombés sauf les deux petites fenêtres des pignons du corps central. Les façades sont revêtues d’une alternance de briques frittées gris foncé et de bandes de briques rouges. La brique rouge est également utilisée pour les arcs surmontant les ouvertures et les encadrements de portes et fenêtres. Le nom de la gare était inscrit sur un panneau dans l’axe de la corniche des deux façades latérales.
Sur les neuf gares de ce modèle construites sur les lignes 25, 36, 50 et 53, trois ont survécu sur la ligne 50 (Berchem, Dilbeek et Bodegem) et elles sont classées.

### Le troisième bâtiment
Cette première gare a en effet disparu en 1904 à la même période que la gare voisine de Weerde. A leur place ont été édifiées des bâtiments plus petits du plan type 1895 avec une aile de trois travées pour la salle d’attente et une aile de service d’une seule travée. Les deux gares ont en commun une façade en briques jaune agrémentée de motifs géométriques élaborés en brique foncée,.
Celle d'Eppegem date de 1904 et se trouve désormais en contrebas depuis le surhaussement des lignes 25 et 27 sur un important remblai.

### XXesiècle
Entre 1900 et 1908, la ligne 25 d'abord construite au niveau du sol, a été surélevée à Eppegem et dédoublée par la ligne 27 de Schaerbeek à Malines via Muizen (avec une extension vers Anvers-Sud). qui sera plus tard prolongée en direction d'Anvers-Central dans les années 1930. Les quatre voies se trouvent sur un talus surplombant la gare avec un tunnel en briques donnant accès aux quais.
La ligne 25 est électrifiée en 1935 et l'électrification de la ligne 27, retardée par la guerre, prend fin en 1950. La majorité des trains s'arrêtant à Eppegem sont des omnibus circulant sur la ligne 27 ; la ligne 25 étant réservée en priorité aux express.

### XXIesiècle
Depuis le 13 décembre 2015, la gare d'Eppegem est uniquement desservie par la nouvelle relation ferroviaire dite Suburbain (lignes S1, S5 et S7) qui remplace les omnibus,. À partir du 13 décembre 2020, les trains S7 (Hal - Merode - Malines), disparaissent d'Eppegem au profit de trains de la ligne S4 (Alost - Jette - Etterbeek - Malines) qui avaient jusqu'ici leur terminus à Vilvorde. En 2024, le nombre de trains S5 est réduit et la ligne S7 s'étend jusque Malines, via Weerde.

## Service des voyageurs

### Accueil
Halte SNCB, c'est un point d'arrêt non géré (PANG) à accès libre. Elle est équipée d'automates pour l'achat de titres de transport.

### Desserte
Eppegem est desservie par des trains Suburbains (S1, S4, S5 et S7) de la SNCB, qui effectuent des missions sur les lignes commerciales 25 et 26.
En semaine, toutes les heures dans chaque sens, il y a deux trains S1 d'Anvers à Bruxelles et Nivelles, un train S4 de Malines à Hofstade, Bruxelles, Jette et Alost, un train S5 de Malines à Bruxelles, Hal, Enghien et Grammont, ainsi qu'un train S7 de Malines à Bruxelles-Luxembourg.
Les week-ends et jours fériés, il n'y a qu'un train S1 (deux le samedi) et un S5 par heure.

### Intermodalité
Un parc (gratuit) pour les vélos et un parking (gratuit) pour les véhicules y sont aménagés.
Elle est desservie par des autobus urbains.

## Comptage voyageurs
Ce graphique et tableau montre le nombre de voyageurs embarquant en moyenne durant la semaine, le samedi et le dimanche.

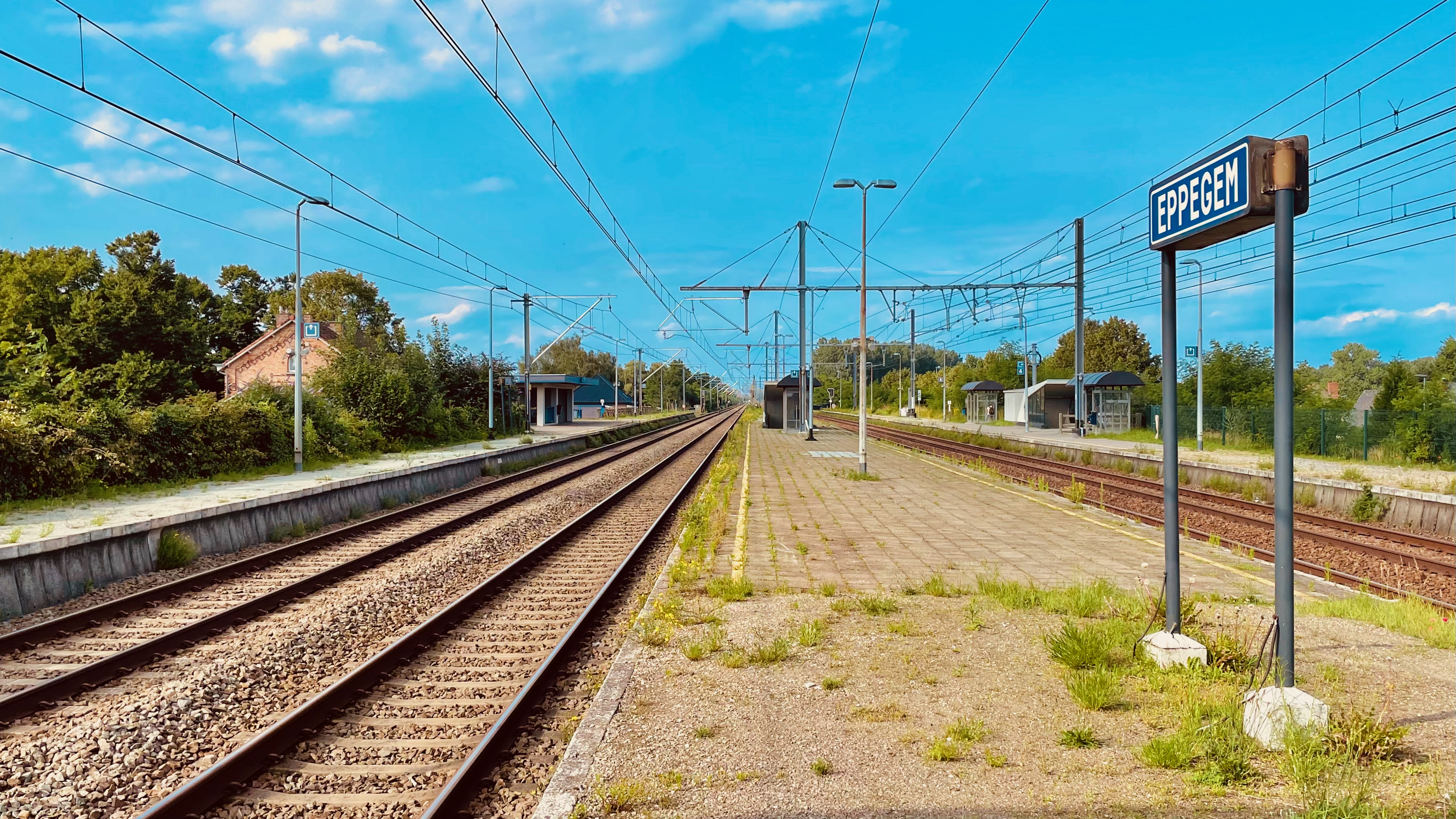
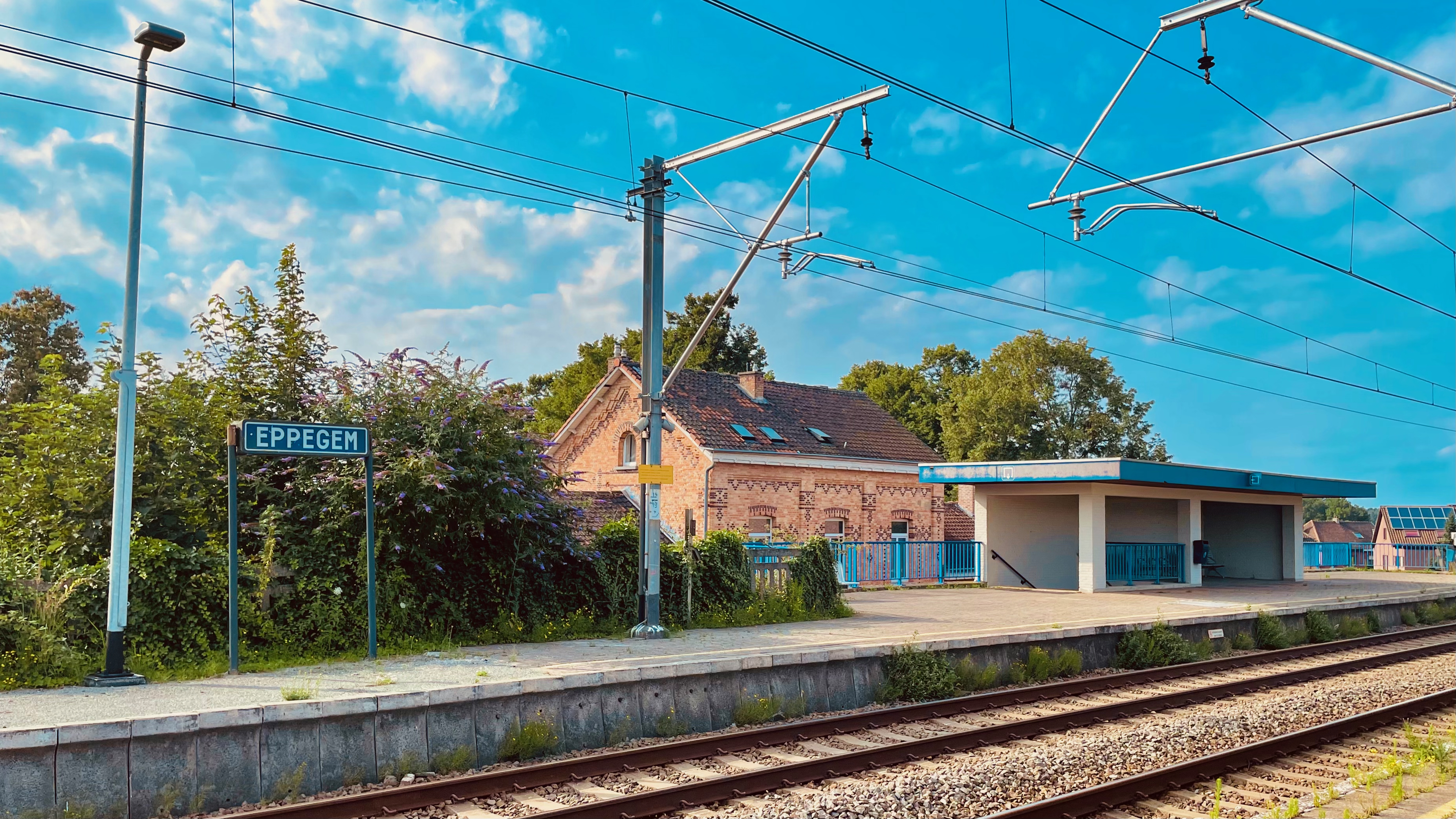

| Nombre de passagers qui embarquent à la gare d`Eppegem | Nombre de passagers qui embarquent à la gare d`Eppegem | Nombre de passagers qui embarquent à la gare d`Eppegem | Nombre de passagers qui embarquent à la gare d`Eppegem |
|                                                        | Semaine                                                | Samedi                                                 | Dimanche                                               |
| ------------------------------------------------------ | ------------------------------------------------------ | ------------------------------------------------------ | ------------------------------------------------------ |
| 1977                                                   | 594                                                    | 103                                                    | 69                                                     |
| 1978                                                   | 601                                                    | 74                                                     | 59                                                     |
| 1979                                                   | 562                                                    | 62                                                     | 49                                                     |
| 1980                                                   | 517                                                    | 51                                                     | 51                                                     |
| 1981                                                   | 565                                                    | 57                                                     | 61                                                     |
| 1982                                                   | 581                                                    | 77                                                     | 55                                                     |
| 1983                                                   | 627                                                    | 63                                                     | 36                                                     |
| 1984                                                   | 475                                                    | 78                                                     | 59                                                     |
| 1985                                                   | 455                                                    | 83                                                     | 45                                                     |
| 1986                                                   | 524                                                    | 55                                                     | 27                                                     |
| 1987                                                   | 639                                                    | 67                                                     | 48                                                     |
| 1988                                                   | 509                                                    | 49                                                     | 94                                                     |
| 1989                                                   | 444                                                    | 56                                                     | 34                                                     |
| 1990                                                   | 469                                                    | 48                                                     | 37                                                     |
| 1991                                                   | 479                                                    | 42                                                     | 41                                                     |
| 1992                                                   | 438                                                    | 51                                                     | 35                                                     |
| 1993                                                   | 384                                                    | 56                                                     | 48                                                     |
| 1994                                                   | 400                                                    | 55                                                     | 48                                                     |
| 1995                                                   | 344                                                    | 57                                                     | 39                                                     |
| 1996                                                   | 402                                                    | 75                                                     | 75                                                     |
| 1997                                                   | 426                                                    | 81                                                     | 32                                                     |
| 1998                                                   | 472                                                    | 80                                                     | 45                                                     |
| 1999                                                   | 415                                                    | 84                                                     | 31                                                     |
| 2000                                                   | 429                                                    | 100                                                    | 56                                                     |
| 2001                                                   | 465                                                    | 73                                                     | 48                                                     |
| 2002                                                   | 372                                                    | 71                                                     | 48                                                     |
| 2003                                                   | 374                                                    | 84                                                     | 53                                                     |
| 2004                                                   | 386                                                    | 88                                                     | 42                                                     |
| 2005                                                   | 409                                                    | 76                                                     | 63                                                     |
| 2006                                                   | 461                                                    | 87                                                     | 60                                                     |
| 2007                                                   | 437                                                    | 68                                                     | 144                                                    |
| 2008                                                   | -                                                      | -                                                      | -                                                      |
| 2009                                                   | 448                                                    | 51                                                     | 47                                                     |
| 2010                                                   | -                                                      | -                                                      | -                                                      |
| 2011                                                   | -                                                      | -                                                      | -                                                      |
| 2012                                                   | 610                                                    | 55                                                     | 61                                                     |
| 2013                                                   | 570                                                    | 61                                                     | 49                                                     |
| 2014                                                   | 584                                                    | 114                                                    | 132                                                    |
| 2015                                                   | 718                                                    | 84                                                     | 66                                                     |
| 2016                                                   | 783                                                    | 82                                                     | 66                                                     |
| 2017                                                   | 689                                                    | 100                                                    | 68                                                     |
| 2018                                                   | 742                                                    | 128                                                    | 88                                                     |
| 2019                                                   | 871                                                    | 131                                                    | 119                                                    |
| 2020                                                   | 498                                                    | 108                                                    | 86                                                     |
| 2021                                                   | -                                                      | -                                                      | -                                                      |
| 2022                                                   | 908                                                    | 313                                                    | 210                                                    |
| 2023                                                   | 978                                                    | 326                                                    | 242                                                    |
| 2024                                                   | 851                                                    | 306                                                    | 176                                                    |

## Patrimoine ferroviaire
L'ancien bâtiment voyageurs plan type 1895, inutilisé pour le service ferroviaire, a été revendu et accueille un glacier. Il se distingue des gares ordinaires de ce type par sa façade à motifs géométriques de briques, que l'on retrouve aussi sur la gare de Weerde.